# Puig Capçut
El Puig Capçut és una muntanya de 552 metres que es troba al municipi de Castellar del Vallès, a la comarca del Vallès Occidental.